# N655 (België)
De N655 is een gewestweg in de Belgische provincie Luik. De weg verbindt de snelweg A13 E313 met de N20 in de stad Luik. De route heeft een lengte van ongeveer 400 meter.
De route gaat over de Boulevard Jean de Wilde. Oorspronkelijk lag de weg ook nog over het stuk tussen Rue Visé - Voie en Boulevard Jean de Wilde, doordat dit geen snelweg is. Daardoor was de N655 ongeveer 750 meter lang. Tussen 2010 en 2013 hebben ze dit stuk weg alsnog omgenummerd naar de A13 E313, waardoor de N655 nu alleen nog over de Boulevard Jean de Wilde gaat.